# Мартина (Кјети)
Мартина (итал. Martina) је насеље у Италији у округу Кјети, региону Абруцо.
Према процени из 2011. у насељу је живело 258 становника. Насеље се налази на надморској висини од 126 м.